# Теце Васто (Мантова)
Теце Васто је насеље у Италији у округу Мантова, региону Ломбардија.
Према процени из 2011. у насељу је живело 31 становника. Насеље се налази на надморској висини од 41 м.